# Pauline Viardot
Michelle Pauline Viardot-García (født 18. juli 1821, død 18. maj 1910) var en berømt mezzosopran, pianist, sangpædagog og komponist.

## Biografi
Viardots far var den spanske tenor Manuel del Pópulo Vicente García; mezzosopranen Maria Malibran var hendes søster og barytonsangeren og sangpædagogen Manuel Patricio Rodríguez hendes bror.
Viardot udviklede sig til en udmærket sangerinde med en karismatisk personlighed og en stemme, der gjorde, at hun med lethed kunne veksle mellem alt og sopran. Hun havde succes på alle de store europæiske operascener. Hun optrådte ikke blot i Paris, London og Berlin, men også i Sankt Petersborg, hvor hun i 1843 mødte den russiske forfatter Ivan Turgenjev, som hun udviklede et nært og livslangt venskab med.
Viardot talte fem sprog: spansk (på grund af sin familiebaggrund), fransk (på grund af opvæksten i Frankrig), italiensk (på grund af karrieren som operasangerinde), tysk (fordi hun boede i Tyskland i flere år) og russisk (fordi hun optrådte på den russiske scene).
Sideløbende med karrieren som sangerinde udviklede hun sig til en dygtig pianist. Den unge Franz Liszt var en af hendes klaverlærere.
Hun sang mezzosopranstemmen i ’Tuba Mirum’-ledet i Mozarts  Requiem ved Chopins begravelse i Madeleinekirken i Paris den 30. oktober 1849. Normalt tillod kirken ikke kvindelige sangere, men de fik lov til at synge i kirken på den betingelse, at de stod bag et sort fløjlstæppe.
Pauline Viardot trak sig tilbage fra scenen i 1863, og på grund af ægtemandens offentlige kritik af Napoleon 3. af Frankrig forlod de Frankrig og slog sig ned i Baden-Baden i Tyskland. De havde stor indflydelse på udviklingen af Baden-Baden til en international kulturby, og Viardot mødte her en række musikere, digtere, malere og andre af tidens betydningsfulde personligheder som kejser Wilhelm 1. af Tyskland og Augusta af Sachsen-Weimar-Eisenach, kansler Otto von Bismarck. Clara Schumann var en af Pauline Viardots nære venner, og sammen opførte de musikstykker af Robert Schumann, Frédéric Chopin og Johannes Brahms. Til Pauline Viardots berømte matineer spillede også den verdensberømte pianist Anton Rubinstein. Viardots tidligere klaverlærer Franz Liszt hørte som Richard Wagner og digteren Theodor Storm til gæsterne i hendes hus i Baden-Baden. Camille Saint-Saëns tilegnede Pauline Viardot sin opera Samson og Dalila.
I 1870 lykkedes det Johannes Brahms at overtale Viardot til at synge til premieren på hans Alt-Rhapsodi i Jena.
Efterhånden som Pauline Viardots stemme mistede sin fylde, begyndte hun at hellige sig komposition og undervisning, og hun skabte sig ry som sanglærerinde.
Da Pauline Viardot døde i Paris den 18. maj 1910, efterlod hun en række værker, som først er opdaget i nyere tid.

## Værker
Viardot begyndte at komponere som ganske ung, men nærede ikke ambitioner om at blive komponist; hun komponerede primært for at hjælpe sine elever med at udvikle deres stemme. Alligevel afspejler kompositionerne hendes høje standard, og Franz Liszt mente, at verden i Pauline Viardot havde fået sin første geniale kvindelige komponist.
Til Viardots kompositioner hører operetterne Trop de femmes (1867), L’ogre (1868) og Le Dernier Sorcier (1869, ”Den Sidste Troldmand”), som Johannes Brahms dirigerede i Viardots hus i 1869. Ivan Turgenjev skrev librettoer til dem alle tre. Hendes to andre operetter – Le conte de fées (1879) og Cendrillon (1904; da var hun 83 år) – har hendes egne librettoer. Operetterne (eller ’salonoperaerne’) er små værker, men de blev komponeret for gode sangere, og en del af musikken er vanskelig at fremføre. Viardot komponerede instrumentalværker især for violin og klaver.
Hun satte melodi til mere end 50 tyske sange med tekster af fx Eduard Mörike og Heinrich Heine. Hun skrev også sange med franske, italienske og russiske tekster (af bl.a. Pusjkin og Turgenjev), og hun bearbejdede instrumentalværker af blandt andre Chopin, Haydn, Schubert og Brahms for sangstemme og klaver.

## Liste over værker

### Operetter
- Trop de femmes (Turgenjev, 1867)
- L'ogre (Turgenjev, 1868)
- Le dernier sorcier (Turgenjev, 1869)
- Le conte de fées (1879)
- Cendrillon (1904)

### Korværker
- Choeur bohémien
- Choeur des elfes
- Choeur de fileuses
- La Jeune République

### Sange
- Album de Mme Viardot-Garcia (1843)
- L'Oiseau d'or (1843)
- 12 Mazurkaer for sang og klaver – baseret på mazurkaer af Frédéric Chopin (1848)
- Duo, to solostemmer og klaver (1874)
- 100 sange, bl.a. 5 Gedichte (1874)
- 4 Lieder (1880)
- 5 Poésies toscanes-paroles af L. Pomey (1881)
- 6 Mélodies (1884)
- Airs italiens du XVIII siècle (oversat af L. Pomey) (1886)
- 6 chansons du XVe siècle
- Album russe
- Canti popolari toscani
- Vokalarrangementer af Johannes Brahms, Joseph Haydn og Franz Schuberts instrumentalværker

### Instrumentalværker
- 2 airs de ballet for klaver (1885)
- Défilé bohémien for firehændigt klaver (1885)
- Introduction et polonaise for firehændigt klaver (1874)
- Marche militaire for to fløjter og piccolo, 2 oboer og 2 messingkor (1868)
- Mazourke for klaver (1868)
- 6 morceaux for violin og klaver (1868)
- Second album russe for klaver (1874)
- Sonatine for violin og piano (1874)
- Suite arménienne for firehændigt klaver

## Eksterne links
- Wikimedia Commons har flere filer relateret til Pauline Viardot
- Multimediepræsentation af Pauline Viardot Arkiveret 19. juli 2011 hos  Wayback Machine. Besøgt 30. juli 2012. (tysk)
- Turgenjev og russisk musik – Pauline Viardots indflydelse Arkiveret 8. marts 2011 hos  Wayback Machine. Besøgt 30. juli 2012. (engelsk) (russisk)
- Leksikonartikel om Pauline Viardot på Musik und Gender im Internet. Besøgt 30. juli 2012. (tysk)
- DFG-Forskningsprojektet 'Orte und Wege europäischer Kulturvermittlung durch Musik. Die Sängerin und Komponistin Pauline Viardot'. Besøgt 30. juli 2012. (tysk)
- Heitmann, Christin. 'Pauline Viardot. Systematisch-bibliographisches Werkverzeichnis (VWV)'. Besøgt 30. juli 2012. (tysk)